# 圣富瓦 (索恩-卢瓦尔省)
圣富瓦（法語：Sainte-Foy，法語發音：[sɛ̃t fwa]）是法国索恩-卢瓦尔省的一个市镇，属于沙罗勒区。

## 地理
圣富瓦（46°16'40"N, 4°7'44"E）面积8.3 平方千米，位于法国勃艮第-弗朗什-孔泰大區索恩-卢瓦尔省，该省份为法国中部省份，北起顺时针与科多尔省、汝拉省、安省、罗讷省、卢瓦尔省、阿列省和涅夫勒省接壤。
与圣富瓦接壤的市镇（或旧市镇、城区）包括：布里扬、圣于连德容济、萨里、布里奥奈地区瑟米尔。

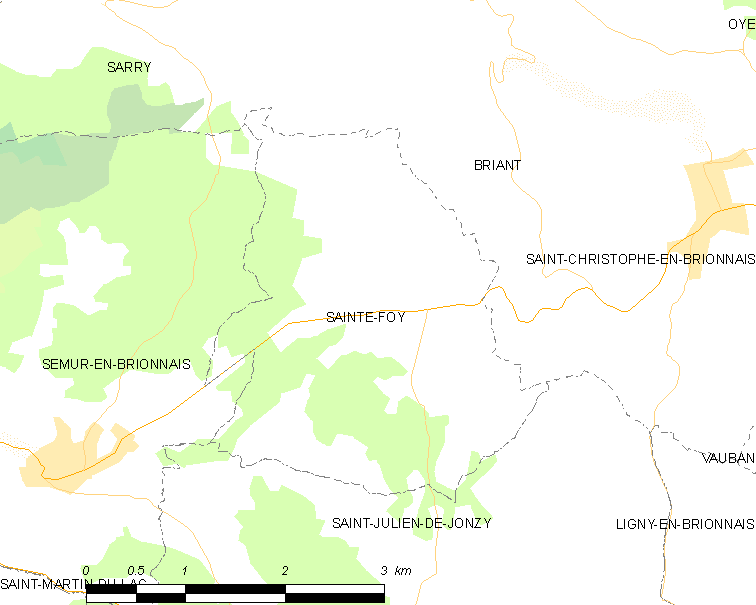
的OSM定位图

圣富瓦的时区为UTC+01:00、UTC+02:00（夏令时）。

## 行政
圣富瓦的邮政编码为71110，INSEE市镇编码为71415。

## 政治
圣富瓦所属的省级选区为绍法耶县。

## 人口

1962-2008年间人口变化图示

圣富瓦于2022年1月1日时的人口数量为143人。